# Wilson Laus Schmidt
Dom Wilson Laus Schmidt (Florianópolis, 13 de maio de 1916  — Chapecó, 7 de maio de 1982), foi um bispo católico, da Diocese de Chapecó.
A ordenação presbiteral ocorreu em 31 de dezembro de 1939. Eleito bispo em 5 de setembro de 1957, recebeu a ordenação episcopal no dia 8 de dezembro de 1957, das mãos do Cardeal Dom Jaime de Barros Câmara, sendo concelebrante Dom Joaquim Domingues de Oliveira e Dom Felício César da Cunha Vasconcellos, para assumir como bispo auxiliar da arquidiocese de São Sebastião do Rio de Janeiro.

## Ordenações episcopais
Dom Wilson foi concelebrante da ordenação episcopal de:
- Dom Alfonso Niehues
- Dom Honorato Piazera
- Dom Tito Buss

## Episcopado
- 5 de setembro de 1957 a 18 de maio de 1962 - Bispo auxiliar do Rio de Janeiro
- 18 de maio de 1962 a 16 de março de 1971 - Bispo da diocese de Chapecó
- 16 de março de 1971 a 7 de maio de 1982 - Bispo Emérito da diocese de Chapecó